# 葛城市議会
葛城市議会（かつらぎしぎかい）は、奈良県葛城市に設置されている地方議会である。

## 概要
- 定数：15人（欠員1人）
- 任期：2021年11月1日 - 2025年10月31日[1]
- 選挙区：市全体を1選挙区とする大選挙区制（単記非移譲式）
- 議長：奥本佳史（無所属）
- 副議長：西川善浩（無所属）

## 会派
| 所属党派     | 議席数 | 議員名                                                                                                  |
| ------------ | ------ | --- |
| 無所属       | 11     | 西川善浩、横井晶行、柴田三乃、坂本剛司、吉村始 奥本佳史、川村優子、増田順弘、西井覚、藤井本浩、下村正樹 |
| 公明党       | 1      | 松林謙司                                                                                                |
| 日本維新の会 | 1      | 杉本訓規                                                                                                |
| 日本共産党   | 1      | 谷原一安                                                                                                |
| 計           | 14     | |

（2024年12月10日現在）

## 沿革
2009年
- 9月1日 - 市議会臨時会は、ごみ焼却施設「新庄クリーンセンター」の残業問題をめぐり、同センターの男性職員（当時）と前副市長の岡本吉司を偽証罪で刑事告発する決議案を可決した[2]。
- 10月25日 - 葛城市議会議員選挙執行。上記の岡本吉司はトップで初当選を果たした[3]。

2014年
- 5月29日 - 吉武昭博が県青少年健全育成条例違反の容疑で逮捕された。容疑によれば、吉武は同年4月中旬ごろ、自身が借りている大和高田市礒野東町のマンションの1室で、県内の公立高校3年の女子生徒を18歳に満たないと知りながら、性行為をしたとされる[4]。
- 6月13日 - 市議会は吉武に対する辞職勧告決議案を可決[5]。
- 6月18日 - 吉武は同年1月に上記の高校生とわいせつな行為をしている画像を動画サイトに投稿し、不特定多数に閲覧できる状態にし、そこから利益を得ていたとして、児童買春、児童ポルノに係る行為等の規制及び処罰並びに児童の保護等に関する法律（児童買春・児童ポルノ処罰法）違反容疑で再逮捕された。吉武は市議のかたわら学習塾も経営していたが、警察に対し「生活費などを含めて金が必要だった」と供述した[6]。
- 6月23日 - 吉武の辞職願が市議会で許可された[7]。

2016年
- 9月15日 - 市は、岡本吉司が前年8月22日に市の消火栓から水道水約300リットルを窃取したとして、窃盗と消防法違反罪で岡本に対する告訴状を高田警察署に提出した[8]。
- 10月23日 - 葛城市長選挙執行。前市議の阿古和彦が現職の山下和弥を破り初当選した。阿古の辞職に伴う市議会議員補選も行われ、山本秀樹が無投票で初当選した。

2018年
- 2月19日 - 市議会臨時会が開かれ、市で14年前に合併したときに受け継がれたとみられる約1億8000万円が、市の会計処理がされないまま金融機関の口座に残されていることが報告された。臨時会で調査のための百条委員会を設置する決議案が可決。原資不明とされるこの1億8000万円は、岡本吉司が個人口座で管理していたことが明らかにされた[9][10][11]。
- 6月21日 - 西井覚が、行政からの補助金で運営されていた葛城市加守地区の「加守地域保全向上委員会」（2017年3月に解散）の委員長に2007年度から2014年度まで就いていたことが、この日の本会議一般質問で明らかとなった。このため西井は市政治倫理条例に違反する疑いが持たれた[12]。
- 7月6日 - 「加守地域保全向上委員会」が西井が経営する商店に備品を大量発注したり、地元自治会に現金130万円を寄付したりしていたと毎日新聞が報道[13]。

2020年
- 9月25日 - 市議会は、市が旧新庄町から引き継いだ1億8000万円をめぐり、百条委員会で虚偽の証言をしたとして、岡本に対する辞職勧告決議案を賛成多数で可決した[14]。
- 10月18日 - 葛城市長選挙告示。現職の阿古和彦のほか、市議の吉村優子と藤井本浩の計3名が立候補した。
- 10月25日 - 葛城市長選挙執行。阿古が再選を果たした[15]。

2021年
- 10月17日 - 葛城市議会議員選挙執行。無投票により立候補した15人全員が当選。